# Emmanuelle Vaugier
Emmanuelle Frederique Vaugier (Vancouver, 23 de junho de 1976), é uma atriz canadense. Em sua carreira, Emmanuelle participou do jogo Need for Speed Carbon da Electronic Arts como Nikki e também em diversos episódios da série americana Two and a Half Men, em Charmed no episódio "The eyes have it" , "One Tree Hill", "Smallville" e Supernatural no episódio "Heart", além de ter feito parte do elenco recorrente até a 5ª temporada do seriado CSI: NY e ter trabalhado na série canadense Lost Girl . Participou também de filmes como Far Cry: Fuga do Inferno como Valerie Constantine e de Saw II. Hoje em dia é conhecida por seu trabalho em "Mirrors 2 - Espelhos do Medo 2".

## Biografia
Vaugier nasceu em Vancouver, Columbia Britânica, filha de imigrantes franceses. Ela cresceu em uma família católica romana de língua francesa, tornando-se por isso, também fluente em francês.
Dividia seu tempo entre Los Angeles e Vancouver. Ela freqüentou a Crofton House School, uma escola particular de meninas, por 10 anos até que ela se transferiu para Magee Secondary School, que oferece um programa acadêmico flexível para atletas, artistas e músicos profissionais e pré-profissionais (SPARTS ), nos últimos dois anos do ensino médio.

## Filmografia

### Filmes
| Ano  | Título                                 | Papel                          | Notas           |
| ---- | -------------------------------------- | ------------------------------ | --------------- |
| 1998 | Hysteria                               | Veronica Bloom                 |                 |
| 1999 | Shapeshifter                           | Anika                          |                 |
| 1999 | The Fear: Resurrection                 | Jennifer                       |                 |
| 2000 | My 5 Wives                             | Sarah                          |                 |
| 2000 | The Sculptress                         | Sylvie                         |                 |
| 2001 | Mindstorm                              | Tracy Wellman                  |                 |
| 2001 | Wishmaster 3: Beyond the Gates of Hell | Elinor Smith                   | Direto ao vídeo |
| 2001 | Ripper                                 | Andrea 'Andy' Carter           |                 |
| 2001 | Suddenly Naked                         | Lupe Martinez                  |                 |
| 2002 | 40 Days and 40 Nights                  | Susie                          |                 |
| 2003 | Secondhand Lions                       | Jasmine                        |                 |
| 2003 | Water's Edge                           | Rae Butler                     |                 |
| 2005 | House of the Dead 2                    | Alexandra "Nightingale" Morgan |                 |
| 2005 | Saw II                                 | Addison Corday                 |                 |
| 2007 | Unearthed                              | Sheriff Annie Flynn            |                 |
| 2007 | Saw IV                                 | Addison Corday                 |                 |
| 2008 | Blonde and Blonder                     | Cat                            |                 |
| 2008 | Bachelor Party 2: The Last Temptation  | Eva                            | Direto ao vídeo |
| 2008 | Far Cry                                | Valerie Cardinal               |                 |
| 2009 | Dolan's Cadillac                       | Elizabeth Robinson             |                 |
| 2010 | Mirrors 2                              | Elizabeth Reigns               | Direto ao vídeo |
| 2010 | Hysteria                               | Jennifer                       |                 |
| 2010 | A Nanny for Christmas                  | Ally Leeds                     |                 |
| 2011 | Where the Road Meets the Sun           | Lisa                           |                 |
| 2011 | French Immersion                       | Jennifer Yates                 |                 |
| 2012 | Stolen Child                           | Amanda                         | Direto ao vídeo |
| 2013 | Absolute Deception                     | Rebecca Scott                  |                 |
| 2013 | Susie's Hope                           | Donna Smith Lawrence           |                 |
| 2014 | Teen Lust                              | Shelley                        |                 |
| 2014 | Saul: The Journey to Damascus          | Mary Magdalene                 |                 |

### Televisão
| Ano     | Título                                     | Papel                         | Notas                                                                                                  |
| ------- | ------------------------------------------ | ----------------------------- | --- |
| 1995    | A Family Divided                           | Rosalie Frank                 | Filme para TV                                                                                          |
| 1995    | Highlander: The Series                     | Maria Alcobar                 | Episode 4.10: "Chivalry"                                                                               |
| 1996    | Madison                                    | Noella D'Angelo               | Papel recorrente; 9 episódios                                                                          |
| 1996    | The Halfback of Notre Dame                 | Esmerelda                     | Filme para TV                                                                                          |
| 1996    | Home Song                                  | Cheerleader                   | Filme para TV                                                                                          |
| 1996    | The Limbic Region                          | Jennifer Lucca - age 21       | Filme para TV                                                                                          |
| 1997    | Breaker High                               | Monette                       | Episódio 1.11: "Chateau L'Feet J'mae"                                                                  |
| 1997    | Police Academy: The Series                 | Sally                         | Episódio 1.03 "Put Down That Nose"                                                                     |
| 1997    | Ninja Turtles: The Next Mutation           |                               | Episódio 1.12: "Turtles' Night Out"                                                                    |
| 1998    | First Wave                                 | Esther                        | Episódio 1.07: "Lungfish"                                                                              |
| 1998    | Dead Man's Gun                             | Rose Harris                   | Episódio 2.10: "The Pinkerton"                                                                         |
| 1998–99 | The Outer Limits                           | Shal; Lisa Dobkins            | Episódio 4.08: "Rite of Passage"; Episódio 5.05: "The Other Side"                                      |
| 1999    | Viper                                      | Mitzi / Olga                  | Episódio 3.11: "Best Seller"                                                                           |
| 1999    | Assault on Death Mountain                  | French Woman                  | Filme para TV                                                                                          |
| 1999    | Seven Days                                 | Princess Lisette D'Arcy       | Episódio 2.09: "Love and Other Disasters"                                                              |
| 2000    | The Beach Boys: An American Family         | Pamela                        | Filme para TV                                                                                          |
| 2000    | Higher Ground                              | Elaine Barringer              | 4 episódios                                                                                            |
| 2000    | Level 9                                    | Christina Veedy               | Episódio 1.13: "Mob.com"                                                                               |
| 2000    | So Weird                                   | Donna                         | Episódio 3.13: "Snapshot"                                                                              |
| 2001    | Largo Winch: The Heir                      | Nikki                         | Filme para TV                                                                                          |
| 2001    | Big Sound                                  | Veronica                      | Episódio 1.09: "Jam Session"                                                                           |
| 2001    | Return to Cabin by the Lake                | Vicki                         | Filme para TV                                                                                          |
| 2001    | MythQuest                                  | Persephone                    | Episódio 1.04: "Orpheus"                                                                               |
| 2002    | Beyond Belief: Fact or Fiction             | Susan                         | Episódio 4.02: "The Doll"                                                                              |
| 2002    | Charmed                                    | Dr. Ava Nicolae               | Episódio 5.06: "The Eyes Have It"                                                                      |
| 2002    | My Guide to Becoming a Rock Star           | Sarah Nelson                  | Recurring role; 11 episodes                                                                            |
| 2002    | Just Cause                                 | Louisa Bennett                | Episódio 1.09: "Making News"                                                                           |
| 2002–03 | Smallville                                 | Dr. Helen Bryce               | Papel Recorrente; 9 episódios                                                                          |
| 2003    | The Handler                                | Angie                         | Episódio 1.11: "Off the Edge"                                                                          |
| 2004    | Call Me: The Rise and Fall of Heidi Fleiss | Lauren                        | Filme para TV                                                                                          |
| 2004    | North Shore                                | Melinda Lindsey Kellogg       | Episódio 1.12: "Bellport"; Episode 1.13: "Leverage"                                                    |
| 2004    | Veronica Mars                              | Monica Hadwin Greenblatt      | Episódio 1.10: "An Echolls Family Christmas"                                                           |
| 2004–05 | One Tree Hill                              | Nicki                         | Papel recorrente; 10 episódios                                                                         |
| 2005    | Cerberus                                   | Dr. Samantha Gaines           | Filme para TV                                                                                          |
| 2005    | Andromeda                                  | Maura                         | Episódio 5.21: "The Heart of the Journey (Part 1)"; Episódio 5.22: "The Heart of the Journey (Part 2)" |
| 2005    | Love, Inc.                                 | Girl                          | Episódio 1.06: "Amen"                                                                                  |
| 2005    | Painkiller Jane                            | Capt. Jane Elizabeth Browning | Filme para TV                                                                                          |
| 2005–15 | Two and a Half Men                         | Mia                           | Papel Recorrente; 12 episódios                                                                         |
| 2006    | Monk                                       | Pat - Juror No. 12            | Episódio 4.16: "Mr. Monk Gets Jury Duty"                                                               |
| 2006    | Veiled Truth ( aka What Comes Around)      | Carolyn                       | Filme para TV                                                                                          |
| 2006    | Masters of Horror                          | Kim                           | Episódio 2.05: "Pro-Life"                                                                              |
| 2006–09 | CSI: NY                                    | Det. Jessica Angell           | Papel Recorrente; 25 episódios                                                                         |
| 2007    | Supernatural                               | Madison                       | Episódio 2.17: "Heart"                                                                                 |
| 2007    | Big Shots                                  | Wanda Barnes                  | Episódio 1.04: "Three's a Crowd"                                                                       |
| 2009    | Reverse Angle                              | Eve Pretson                   | Filme para TV                                                                                          |
| 2010    | A Trace of Danger                          | Kate                          | Filme para TV                                                                                          |
| 2010    | Human Target                               | Emma Barnes                   | Episódio 1.03: "Embassy Row"; Episódio 1.08: "Baptiste"                                                |
| 2010–11 | Covert Affairs                             | Liza Hearn                    | Papel recorrente; 7 episódios                                                                          |
| 2010    | Hawaii Five-0                              | Erica Raines                  | Episódio 1.09: "Po'ipu"                                                                                |
| 2010–15 | Lost Girl                                  | The Morrigan                  | Papel recorrente; 18 episódios                                                                         |
| 2011    | R.L. Stine's The Haunting Hour             | Abigail                       | Episódio 1.06: "The Red Dress"                                                                         |
| 2011    | Killer Mountain                            | Kate                          | Filme para TV                                                                                          |
| 2012    | It's Christmas, Carol!                     | Carol Huffman                 | Filme para TV                                                                                          |
| 2013    | The Mentalist                              | Melissa Enfield               | Episódio 5.16: "There Will Be Blood"                                                                   |
| 2013    | Clara's Deadly Secret                      | Helen                         | Filme para TV                                                                                          |
| 2013    | Hidden Away                                | Alexandra/Stephanie           | Filme para TV                                                                                          |
| 2015    | My Stepdaughter                            | Jill                          | Filme para TV                                                                                          |
| 2015    | Mistresses                                 | Niko                          | Papel recorrente; 6 episódios                                                                          |
| 2016    | Love In Paradise                           | Heather Twain                 | Filme para TV – Hallmark Channel                                                                       |
| 2016    | Stranger in the House                      | Jade                          | Filme para TV                                                                                          |
| 2016    | His Double Life                            | Linda                         | Filme para TV                                                                                          |

### Video Games
| Ano  | Título                 | Papel                 | Notas                                  |
| ---- | ---------------------- | --------------------- | -------------------------------------- |
| 2006 | Need for Speed: Carbon | Nikki                 | Voz, Captura de movimento, & aparencia |
| 2015 | Dying Light            | Jade                  | Captura de movimento                   |
| 2015 | Hellraid               | Maine, The Female Kin | Voz                                    |